# Aristolochia humilis
Aristolochia humilis Merr. – gatunek rośliny z rodziny kokornakowatych (Aristolochiaceae Juss.). Występuje endemicznie na filipińskiej wyspie Luzon.

## Morfologia
PokrójZimozielony krzew dorastający do 0,5 m wysokości.
LiścieSą potrójnie klapowane. Mają eliptyczny kształt. Mają 8–25 cm długości oraz 5–11 cm szerokości. Nasada liścia ma rozwarty kształt. Całobrzegie, z ostrym wierzchołkiem. Ogonek liściowy jest nagi i ma długość 3–4 cm.
KwiatyZebrane są w gronach o długości 2–3 cm. Są wyprostowane. Łagiewka jest elipsoidalna.
OwoceTorebki o podłużnie elipsoidalnym kształcie. Mają 2–2,5 cm długości i 1,5 cm szerokości.

## Biologia i ekologia
Rośnie na brzegach rzek i bagnach. Występuje na terenach nizinnych